# Církev Faerských ostrovů
Církev Faerských ostrovů (faersky: Fólkakirkjan, doslova Lidová církev) je jedna z nejmenších státních církví na světě. Před získáním nezávislosti v roce 2007 byla diecézí luterské Dánské národní církve. K této církvi se hlásí 81,6 % obyvatel Faerských ostrovů. V roce 2003 se v církvi konalo 170 svatebních obřadů, což odpovídá 74 % všech sňatků na Faerských ostrovech.

## Vedení církve
Biskupem Faerských ostrovů a hlavním pastorem je Jógvan Fríðriksson, děkanem katedrálního kostela Uni Næs. Na ostrovech působí vždy cca 25 kněží a kaplanů této církve.